# Grant Imahara
Grant Masaru Imahara (Los Angeles, Kalifornia, 1970. október 23. – 2020. július 13.) amerikai villamosmérnök, elektronikai és rádióvezérlési szakértő, televíziós műsorvezető. Legismertebb tévészereplése az Állítólag… című tudományos sorozatban volt 2005–2014 között. Kaliforniában, Oaklandban lakott. Imahara hirtelen agyi aneurizma következtében, 2020. július 13-án, 49 éves korában halt meg.

## Élete és pályafutása
Japán bevándorlók gyermekeként született Kaliforniában. Villamosmérnöki diplomája megszerzése után több film elkészítésében is közreműködött, többek között Az elveszett világ: Jurassic Park, a Csillagok háborúja I–II–III., az A. I. – Mesterséges értelem, a Terminátor 3. – A gépek lázadása, a Mátrix – Újratöltve, a Mátrix – Forradalmak és a Van Helsing című filmekben. A trükkfelvételek készítésével foglalkozó Industrial Light & Magic-nél dolgozott 9 évet modellkészítőként.

## Mythbusters
Imahara 2005-ben csatlakozott az Állítólag… csapatához, ahol a második „mítoszirtó” csapatba, vagyis az „építő csapatba” (Build Team) került Tory Belleci és Kari Byron társaságába. Grant karakterét a tévénézők hamar megkedvelték, ugyanis élvezték, hogy egy okos ember is felszabadult és humoros tud lenni. A műsorban leggyakrabban azokat a munkákat végezte, amelyekhez robotok, számítógépek, speciális effektek vagy áram volt szükséges. 2014. augusztus 21-én bejelentették, hogy Imahara, Kari Byron és Tory Belleci elhagyja az Állítólag… csapatát.
2016-ban ők hárman vezették a White Rabbit Project című sorozatot, amelyet egy évad után törölt a Netflix.